# Mixit
Mixit ist ein eher selten vorkommendes Mineral aus der Mineralklasse der „Phosphate, Arsenate und Vanadate“. Es kristallisiert im hexagonalen Kristallsystem mit der chemischen Zusammensetzung BiCu6[(OH)6|(AsO4)3] • 3H2O, ist also chemisch gesehen ein wasserhaltiges Bismut-Kupfer-Arsenat.
Mixit entwickelt meist faserige bis nadelige, entlang der c-Achse gestreckte Kristalle in Form von radialstrahligen, büscheligen Mineral-Aggregaten. Seine Farbe variiert zwischen smaragdgrüner, blaugrüner, hellblauer und hellgrüner Farbe bei hellbläulichgrüner Strichfarbe.
Mit einer Mohshärte von 3 bis 4 liegt Mixit zwischen den Referenzmineralen Calcit (3) und Fluorit (4), lässt sich also leichter als Fluorit mit einem Messer ritzen. Unverletzte und mit bloßem Auge sichtbare Kristallflächen weisen einen diamantähnlichen Glanz auf, feinfaserige Aggregate dagegen schimmern seidig.

## Etymologie und Geschichte
Erstmals entdeckt wurde Mixit im „Geister-Gang“ der „Rovnost Mine“ (Werner Mine) bei Jáchymov in Tschechien und beschrieben 1880 durch Albrecht Schrauf (1837–1897), der das Mineral nach seinem Entdecker, dem Bergbauingenieur Anton Mixa (1838–1906) benannte.

## Klassifikation
In der mittlerweile veralteten, aber noch gebräuchlichen 8. Auflage der Mineralsystematik nach Strunz gehörte der Mixit zur Mineralklasse der „Phosphate, Arsenate und Vanadate“ und dort zur Abteilung der „Wasserhaltigen Phosphate mit fremden Anionen“, wo er zusammen mit Agardit-(Ce), Agardit-(Dy), Agardit-(La), Agardit-(Nd), Agardit-(Y), Calciopetersit, Goudeyit, Juanitait, Mrázekit, Petersit-(Y) und Zálesíit eine eigenständige Gruppe bildete.
Die seit 2001 gültige und von der International Mineralogical Association (IMA) verwendete 9. Auflage der Strunz'schen Mineralsystematik ordnet den Mixit ebenfalls in die Klasse der „Phosphate, Arsenate und Vanadate“ und dort in die Abteilung der „Phosphate usw. mit zusätzlichen Anionen; mit H2O“ ein. Diese Abteilung ist allerdings weiter unterteilt nach der Größe der beteiligten Kationen und dem Stoffmengenverhältnis der weiteren Anionen zum Phosphat-, Arsenat- bzw. Vanadatkomplex (RO4), so dass das Mineral entsprechend seiner Zusammensetzung in der Unterabteilung „Mit großen und mittelgroßen Kationen; (OH usw.) : RO4 = 2 : 1“ zu finden ist, wo es als Namensgeber die „Mixitgruppe“ mit der System-Nr. 8.DL.15 und den weiteren Mitgliedern Agardit-(Ce), Agardit-(La), Agardit-(Nd), Agardit-(Y), Calciopetersit, Goudeyit, Petersit-(Y), Plumboagardit und Zálesíit bildet.
Auch die vorwiegend im englischen Sprachraum gebräuchliche Systematik der Minerale nach Dana ordnet den Mixit in die Klasse der „Phosphate, Arsenate und Vanadate“ und dort in die Abteilung der „Wasserhaltigen Phosphate etc., mit Hydroxyl oder Halogen“ ein. Hier ist er ebenfalls als Namensgeber der „Mixitgruppe“ mit der System-Nr. 42.05.01 und den weiteren Mitgliedern Agardit-(Ce), Agardit-(Dy), Agardit-(La), Agardit-(Nd), Agardit-(Y), Goudeyit, Plumboagardit und Zálesíit innerhalb der Unterabteilung der „Wasserhaltigen Phosphate etc., mit Hydroxyl oder Halogen mit (A)2(XO4)Zq × x(H2O)“ zu finden.

## Bildung und Fundorte

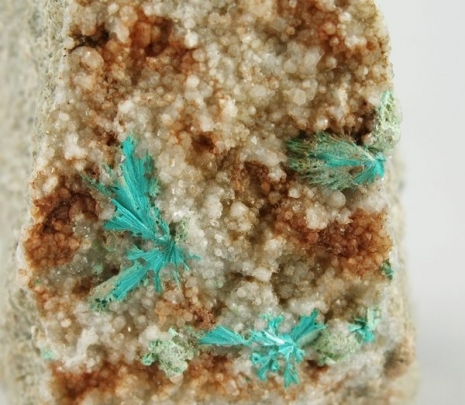
Türkisblaue Mixitkristalle im Muttergestein aus Wittichen im Schwarzwald (Gesamtgröße der Stufe: 4,4 × 3 × 2,9 cm)

Mixit bildet sich als Sekundärmineral in der Oxidationszone von Kupfer-Lagerstätten. Begleitminerale sind unter anderem Atelestit, Baryt, gediegen Bismut, Bismutit, Erythrin, Malachit und Smaltit.
Als eher selten vorkommende Mineralbildung kann Mixit an verschiedenen Fundorten zum Teil zwar reichlich vorhanden sein, insgesamt gesehen ist es aber wenig verbreitet. Bisher (Stand: 2011) sind etwa 140 Fundorte bekannt. Neben seiner Typlokalität Jáchymov trat das Mineral in Tschechien noch in der Umgebung von Karlsbad und Schönfeld (Krásno), am Slavkovský štít sowie bei Dubí und Krupka im Erzgebirge auf.
In Deutschland fand sich Mixit an vielen Stellen im Schwarzwald in Baden-Württemberg, so unter anderem in mehreren Gruben bei Wittichen und der bekannten Grube Clara bei Oberwolfach. Des Weiteren wurde auch an der Hartkoppe bei Sailauf in Bayern, bei Gadernheim und Reichenbach in der hessischen Gemeinde Lautertal, bei Hasserode in Sachsen-Anhalt, an mehreren Stellen in der Umgebung von Johanngeorgenstadt, Schneeberg und Schwarzenberg im sächsischen Erzgebirge, bei Tirpersdorf und Mechelgrün in der Gemeinde Neuensalz im Vogtland in Sachsen sowie bei Ullersreuth in Thüringen Mixit gefunden.
In der Schweiz konnte das Mineral bisher nur bei Saint-Luc VS im Kanton Wallis entdeckt werden.
Ein bekannter Fundort ist auch das antike Bergbaugebiet um Lavrio in Griechenland, wo schöne Aggregate mit büscheligen Mixitkristallen gefunden wurden.
Weitere Fundorte liegen unter anderem in Argentinien, Australien, Chile, Frankreich, Italien, Japan, Mexiko, Namibia, Polen, Spanien, England und Schottland im Vereinigten Königreich (Großbritannien) sowie Arizona, Colorado, Kalifornien, Nevada, New Mexico und Utah in den Vereinigten Staaten (USA).

## Kristallstruktur
Mixit kristallisiert isotyp mit Agardit im hexagonalen Kristallsystem in der Raumgruppe P63/m (Raumgruppen-Nr. 176) mit den Gitterparametern a = 13,64 Å und c = 5,92 Å (c/a = 0,434) sowie 2 Formeleinheiten pro Elementarzelle.
Mixit bildet mit den Endgliedern der Agardit-Reihe eine lückenlose Mischkristallreihe, deren einzelne Mitglieder sich anhand der enthaltenen Metallkationen unterscheiden. Eine genaue Bestimmung ist daher im Zweifelsfall nur durch Kristallstrukturanalysen möglich.